# Cacopsylla breviata
Cacopsylla breviata är en insektsart som först beskrevs av Patch 1912.  Cacopsylla breviata ingår i släktet Cacopsylla och familjen rundbladloppor. Inga underarter finns listade i Catalogue of Life.